# Апеннины (Луна)
Апеннины (лат. Montes Apenninus) — лунные горы, расположенные в северной части видимой стороны Луны на юго-восточной границе Моря Дождей. Имя земных Апеннинских гор они получили в 1647 году от Яна Гевелия в соответствии с его практикой называть лунные горы именами земных. В 1961 году это название в нынешнем варианте написания было утверждено Международным астрономическим союзом.

## Описание

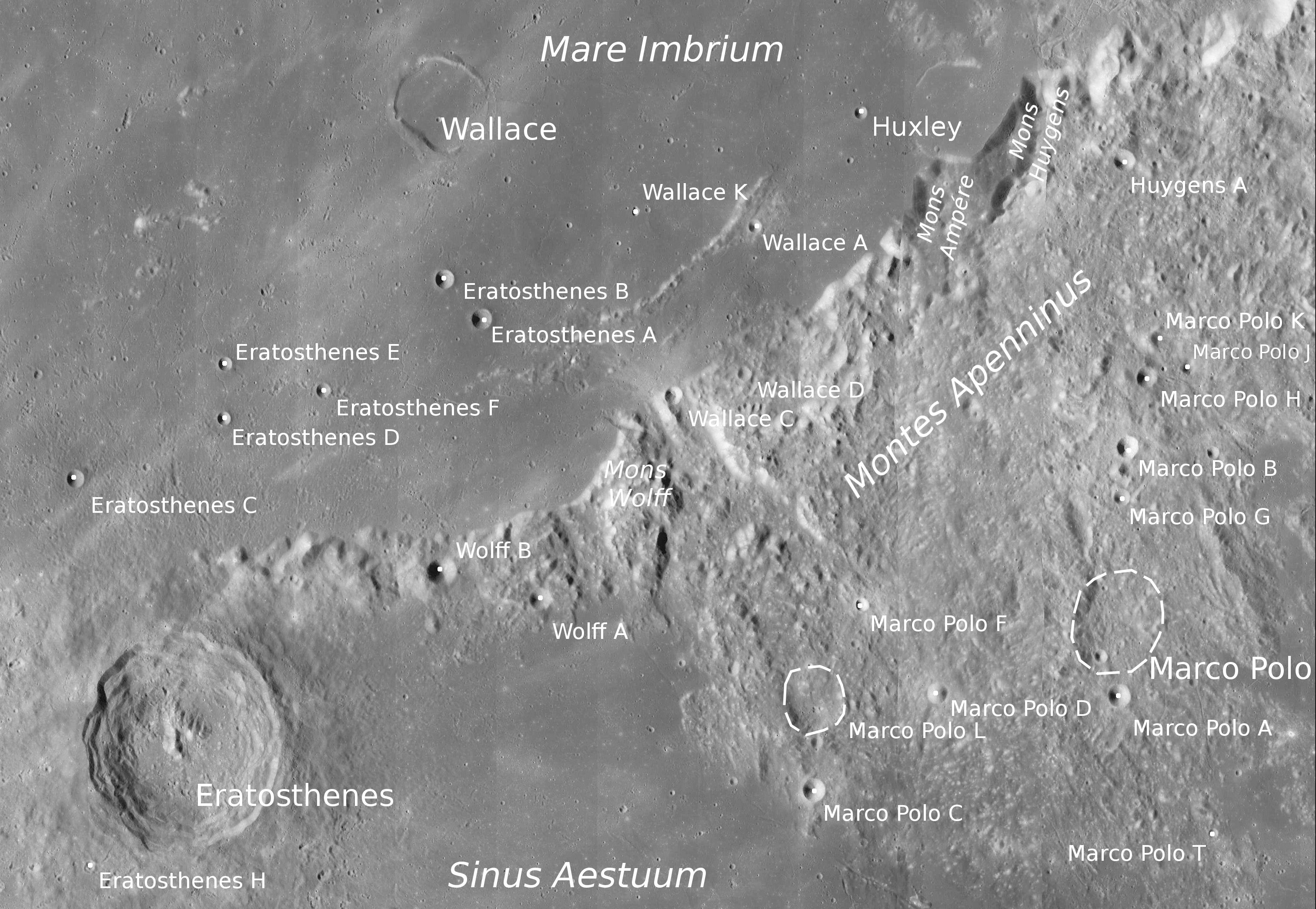
Снимок зонда Lunar Reconnaissance Orbiter.

Лунные Апеннины имеют протяжённость около 600 км и максимальную высоту до 5400 м, что даёт им право называться самыми высокими горами на видимой стороне Луны. К западу от гор расположен кратер Эратосфен и Залив Зноя. На востоке горы доходят до Моря Ясности, переходя в мыс Френеля на северо-востоке, и граничат с Гемскими горами. К северу от гор располагается Болото Гниения и горы Архимеда, к югу — Море Паров. Горы изрезаны большим количеством извилистых долин, имеющих общее направление к юго-востоку. Апеннины расположены в районе, ограниченном координатами 14,6—28,5° с. ш., 10,2° з. д. — 7,3° в. д. В этом районе находятся кратеры Арат и Конон.
Апеннины — продукт сложного взаимодействия между Имбрийским импактом, образовавшим Море Дождей, и существовавшими до импакта геологическими структурами, особенно в районе бассейнов Моря Островов и Моря Ясности. Считается, что горы являются юго-восточной частью главного вала имбрийского бассейна. Формирование гор произошло 3,72—3,92 млрд лет назад, в раннеимбрийскую эпоху.
В Апеннинах находятся следующие пики, имеющие собственные имена и перечисленные с запада на северо-восток:
- Пик Вольфа
- Пик Ампера
- Пик Гюйгенса, являющийся самым высоким пиком Луны (но не являющийся наиболее удалённой от центра точкой её поверхности — таковая находится на внешней части кратера Энгельгардта)
- Пик Брэдли
- Пик Хэдли
- Пик Хэдли Дельта

Общее количество пиков в Апеннинах превышает 3000.

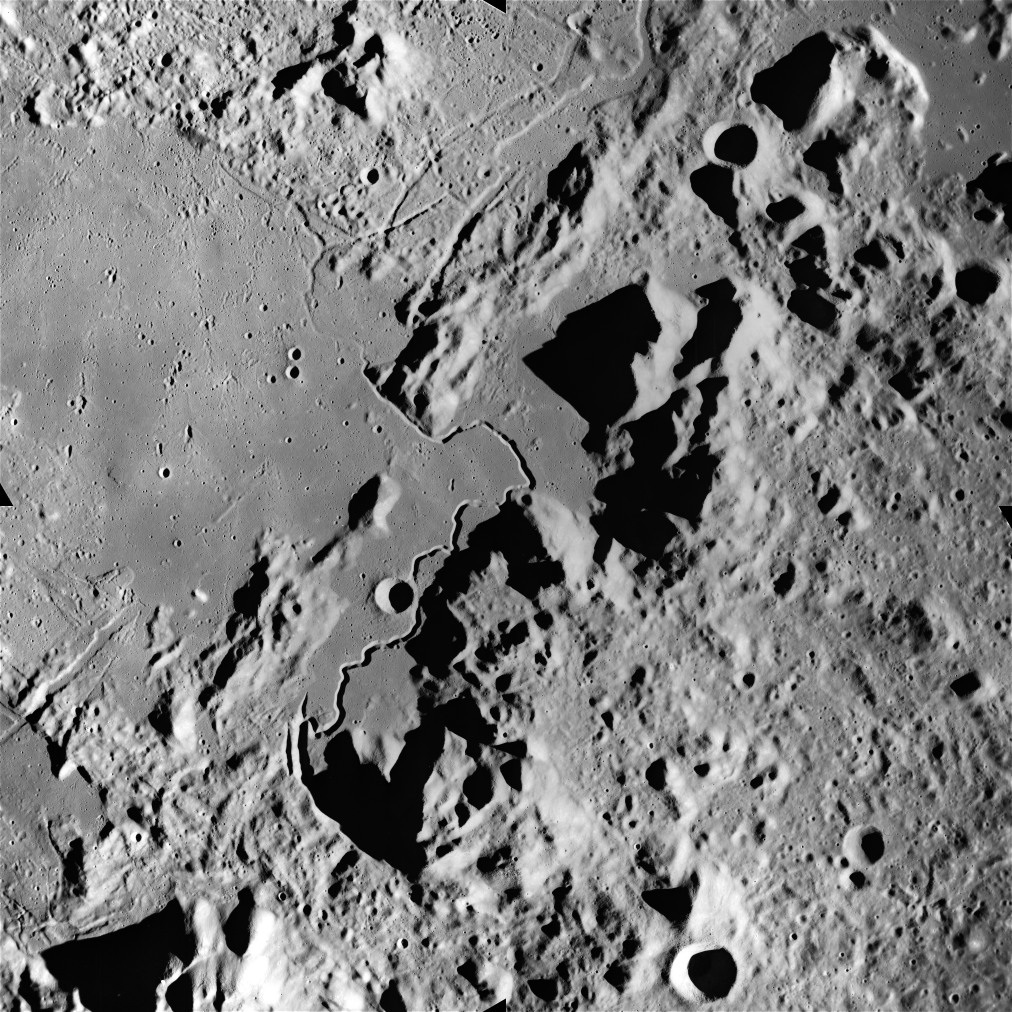
Северная область гор Апеннины и борозда Хедли

## Места посадок космических аппаратов
В северо-восточной оконечности Апеннин в районе борозды Хэдли и пика Хэдли Дельта совершил посадку лунный модуль «Аполлона-15».